# اولگ گونچارنکو
اولگ گونچارنکو (روسی: Олег Георгиевич Гончаренко؛ ۱۸ اوت ۱۹۳۱ – ۱۶ دسامبر ۱۹۸۶) اسکیت‌باز سرعت اهل اتحاد جماهیر شوروی سوسیالیستی بود.
وی همچنین برندهٔ جوایزی همچون نشان لنین شده‌است.